# Еразмус II фон Виндиш-Грец
Еразмус II фон Виндиш-Грец (на немски: Erasmus II Graf von Windisch-Graetz; * ок. 1519; † юли 1573/1 февруари 1575) е от 1551 г. имперски фрайхер и от 1557 г. граф на Виндиш-Грец (днес Словен градец, Словения) в Австрия, „обер-щалмайстер“ за Щирия, австрийски таен съветник и президент на дворцовата камера.

## Живот
Той е големият син на Кристоф I фон Виндиш-Грец († 1549) и съпругата му Анна фон Лихтенщайн-Мурау († 1557), дъщеря на Кристоф I фон Лихтенщайн-Мурау-Зелтенхайм († 1504) и Радегунда фон Арберг († ок. 1526). Внук е на Колман фон Виндиш-Грец II († ок. 1502) и Валбурга фон Гутенщайн. Потомък е на Херман II фон Виндиш-Грец († 1329), градски съдия в Грац (fl. 1299), и Маргарета († сл. 1299). Брат е на граф Панкрац фон Виндиш-Грец (1525 – 1591).
На 7 юли 1551 г. крал (по-късният император) Фердинанд I издига с ранг на имперски фрайхер (барон) Еразмус II и ро-малкия му брат Панкрац, заедно с техните братовчеди Себастиан (1517 – 1579) и Якоб II (1524 – 1577), синовете на Зигфрид фон Виндиш-Грец († 1541).
През 1556 г. Еразмус II е говорител на делегация на долно-австрийските племена, която е изпратена в имперското събрание в Регенсбург. Същата година той е с Еразмус Щархемберг член на делегация, изпратена в Прага, за да търси помощ против турците. Еразмус II фон Виндиш-Грец е издигнат през 1557 г. граф на Виндиш-Грец.
На 27 юни 1565 г. Еразмус II получава службата „обер-щалмайстер“ за Щирия. Тази чест остава до края на Хабсбургската империя собственост на фамилията Виндиш-Грец.
При един турнир в Грац на 9 септември 1571 г. по случай женитбата на ерцхерцог Карл Австрийски той е в списъците на турнира като „обер-щалмайстер“ за Щирия и австрийски таен съветник и президент на дворцовата камера.
Еразмус II фон Виндиш-Грец умира през 1573 г. на ок. 54 години, или на 1 февруари 1575 г. На 18 май 1822 г. родът е издигнат на князе.

## Фамилия
Първи брак: през 1538 г. с Кунигунда фон Щадел († ок. 1540). Те имат един син:
- Кристоф II (†1579)

Втори брак: през 1540 г. с Анна Парадайзер. Бракът е бездетен.
Трети брак: през 1554 г. с фрайин Мария Маргарета Унгнад фон Зонег († 3 януари 1573), дъщеря на Андреас Унгнад фон Зонег (1499 – 1557) и Йохана Бенигна фон Пернщайн/или Анна Аполония Ланг фон Веленбург. Те имат две деца:
- Андреас II фон Виндиш-Грец (1567 – 1600), женен на 10 ноември 1583 г. в Грац за фрайин Регина фон Дитрихщайн-Финкенщайн (* 18 септември 1567; † 1618, Грац)[3]; имат 8 деца
- Вандула